# Cyclobutandienyliron tricarbonyl

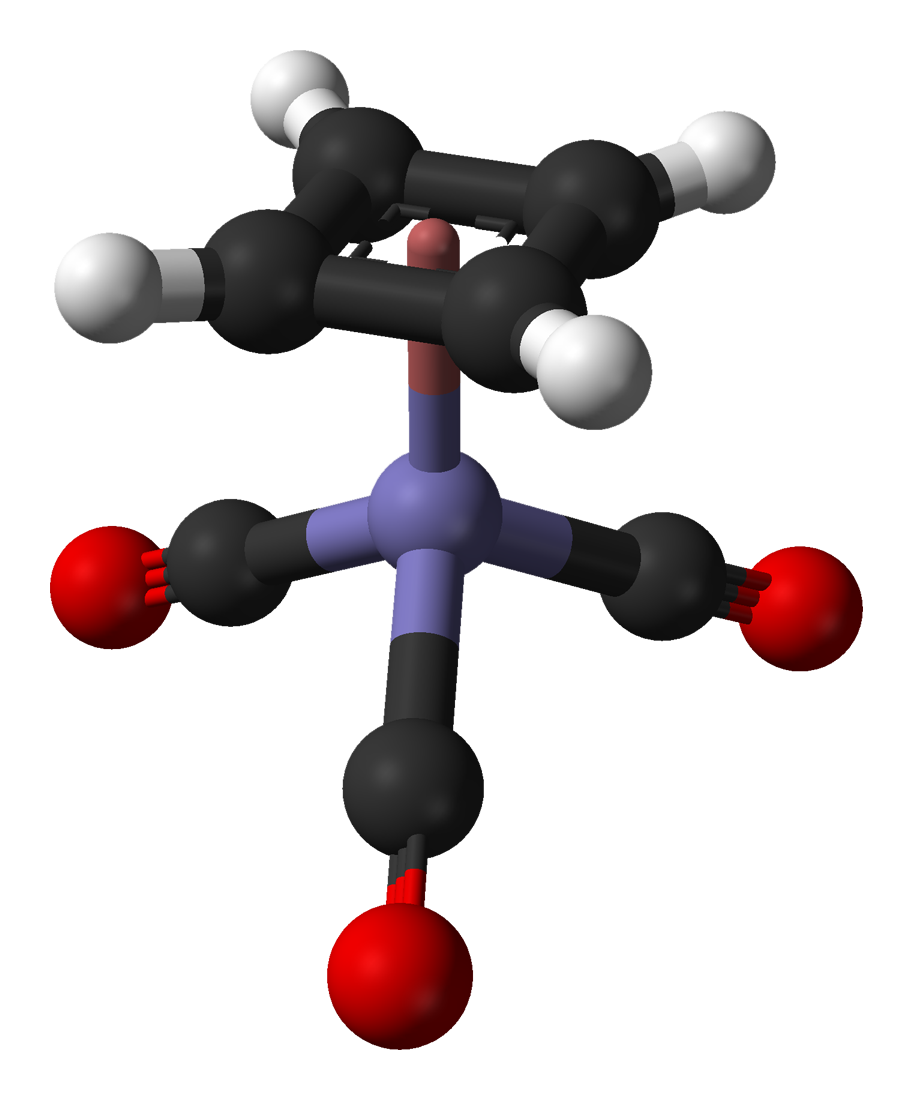
Mô hình phân tử Cyclobutandieneiron tricacbonyl

Cyclobutadienyliron tricacbonyl là một hợp chất hữu cơ có công thức {\displaystyle {\ce {(C4H4)Fe(CO)3}}}. Nó là một chất rắn màu vàng hòa tan trong các dung môi hữu cơ. Nó đã được sử dụng trong hóa hữu cơ như là một tiền thân của cyclobutadien, một hợp chất hữu cơ khó tồn tại trong tự nhiên.

## Tính chất
Sự phân hủy oxy hóa của cyclobutadien đạt được bằng cách xử lý phức hợp tricarbonyl bằng Ceric ammoni nitrat. Cyclobutadien được tạo ra bị mắc kẹt với một quinon, có chức năng như một dienophile
Cyclobutadien-sắt tricacbonyl hiển thị độ thơm được chứng minh bằng một số phản ứng của nó, có thể được phân loại là thay thế thơm điện di:
Nó trải qua quá trình acyl hóa Friedel-Crafts với acetyl chloride và nhôm chloride để tạo dẫn xuất acyl 2, với formaldehyd và axit hydrochloric cho dẫn xuất chloromethyl 3, trong phản ứng Vilsmeier-Haack với N-methylformanilide và phosphor oxichloride. một phản ứng Mannich với dẫn xuất amin 5.
Cơ chế phản ứng giống hệt với EAS: